# Snow Mountain
Snow Mountain est une montagne située dans l'État américain du Maine, à 8 km à l'est de la frontière avec la province canadienne du Québec, et qui fait partie des Appalaches. Elle s'élève à 1 207 mètres d'altitude.

## Géographie

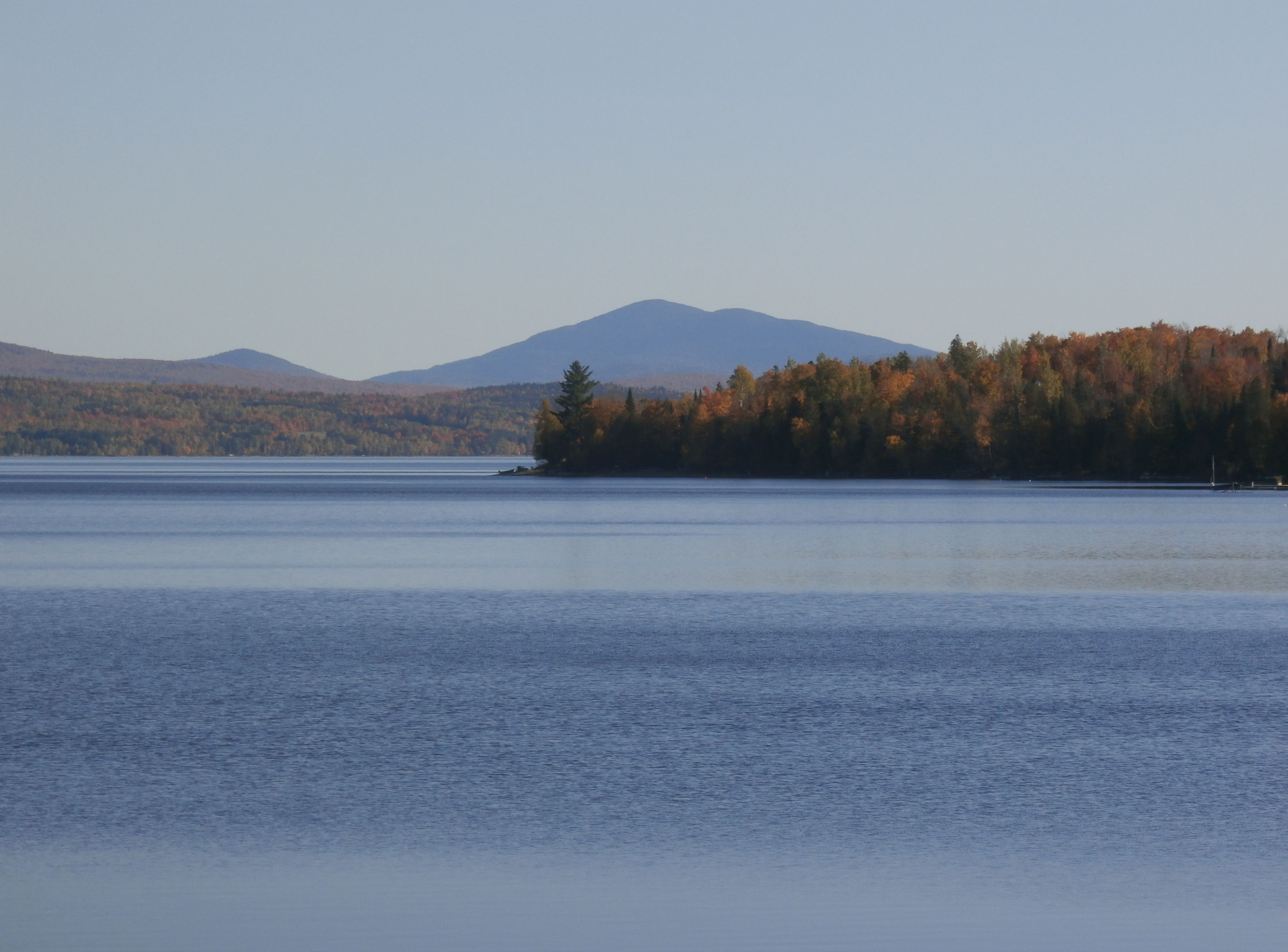
Vue de Snow Mountain depuis la Baie-des-Sables au nord du lac Mégantic.

La montagne est située au sud de la chaîne des Lacs (Chain of Ponds), qui est traversée par la branche nord de la rivière Dead. Elle fait partie du paysage de la route des Sommets en Estrie.